# Nathalie de Ségur

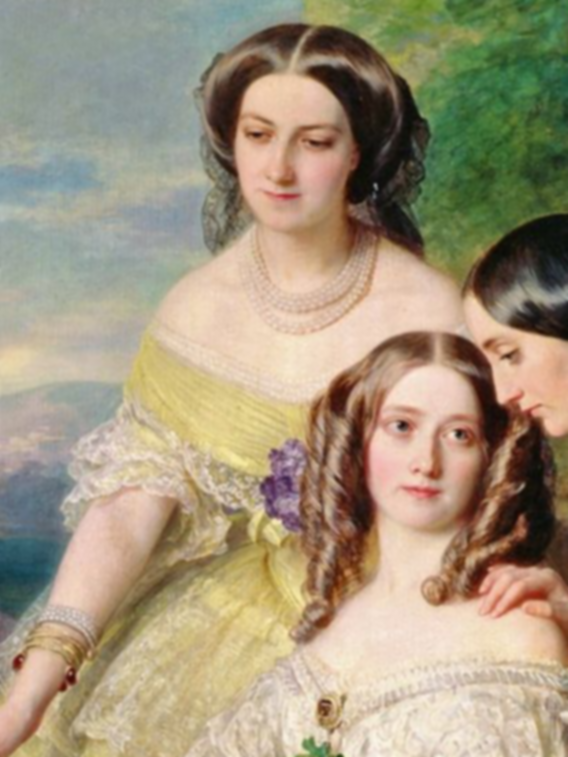
Nathalie de Ségur

Nathalie de Ségur, baronne de Malaret, född 1827, död 1910, var en fransk hovfunktionär. Hon var hovdam (dame du palais) hos kejsarinnan Eugénie av Frankrike. 
När Eugénies hov skapades efter hennes giftermål 1853 bestod dess hovdamer av en grande-maîtresse eller överhovmästarinna (Anne d'Essling), en dame d'honneur (Pauline de Bassano) och därutöver sex dames du palais, som turades om att tjänstgöra en vecka i taget förutom vid särskilda tillfällen; antalet dames du palais utökades senare till tolv. De första hovdamerna valdes ut från Eugénies egen umgängeskrets från tiden före giftermålet. 
Hon var gift med diplomaten baron Paul Martin d'Ayguesvives de Malaret. Hon beskrivs som en populär och omtyckt person med många vänner. Hon följde ofta med sin make på hans diplomatiska uppdrag utomlands och närvarade inte vid hovet efter åtminstone 1865 och framåt. 
Hon tillhör de hovdamer som porträtterats tillsammans med Eugenie i den berömda tavlan av Franz Xaver Winterhalter, Eugénie av Frankrike med sina hovdamer, från 1855.